# Digitaria leucitis
Digitaria leucitis är en gräsart som först beskrevs av Carl Bernhard von Trinius, och fick sitt nu gällande namn av Johannes Jan Theodoor Henrard. Digitaria leucitis ingår i släktet fingerhirser, och familjen gräs. Inga underarter finns listade i Catalogue of Life.